# Kafutchi (cràter)
Kafutchi és un cràter d'impacte en el planeta Venus de 7,1 km de diàmetre. Porta el nom d'un antropònim bantu, i el seu nom va ser aprovat per la Unió Astronòmica Internacional el 1997.